# Gustaf Tidholm
Johan Gustaf Tidholm, född 24 november 1869 i Västerås, död 8 juni 1934 på Kvallsta säteri i Östuna socken, var en svensk industriman och jordbrukare.
Gustaf Tidholm var son till kakelugnsmakaren Olof Gustaf Tidholm och Augusta Sofia Norrlin. Efter skol- och lantbruksstudier var han bruksförvaltare vid Gammelbo bruk i Ramsbergs socken 1892–1898 och vid Rockhammars bruk i Fellingsbro socken, samt förvaltare vid Ribbingsfors 1901–1904. Tillsammans med J. Andersson i Lindesberg inköpte han 1904 Garphytte bruk för tillverkning av ståltråd och stållinor, och detta företag, som utvidgades till Nordens största anläggning i sitt slag, var han disponent för till 1916. Tidholms driftighet uppmärksammades snart, och han fick snart fler uppdrag. 1917–1918 var han disponent för Kopparberg och Hofors sågverksaktiebolag och Storviks Sulfit AB samt 1918–1921 VD för Larsbo-Norns AB. 1922 köpte han Kvallsta säteri i Uppland, där han införde rationella skogsskötsel, förbättrade jordbruket, anlade betesvallar och tack vare en högklassig kreatursbesättning skapade ett avelscentrum. Tidholm fick snart anseende som skicklig jordbrukare och skogsbrukare, och Kvallsta blev ett allmänt mål för studiebesök av bland annat skogssällskap och hushållningssällskap. Bland Tidholms många uppdrag märks, att han var styrelseledamot i AB Garphytte bruk 1906–1925, i Fagersta bruks AB 1926–1934, i AB Nykvarns bruk 1926–1933, i Stockholm-Rimbo järnvägsaktiebolag 1929–1934, i Stockholms läns omnibusaktiebolag 1930–1934, i Svenska betes- och vallföreningen 1917–1934 och i Avelsföreningen för svensk röd och vit boskap 1928–1933 samt fullmäktig i Sveriges allmänna lantbrukssällskap 1930–1934. 1932 invaldes han i Lantbruksakademien.